# Klædt af til skindet
Klædt af til skindet (engelsk: The Swimmer) er en amerikansk dramafilm fra 1968 instrueret af Frank Perry med Burt Lancaster i hovedrollen. Manuskriptet er af Perrys kone, Eleanor Perry, og bygger på en novelle af John Cheever.
Filmen er en allegori over en mands liv, som det berettes, da han med udgangspunkt i et vennepars have drager hjem til sit eget hus via en stribe swimmingpools i nabolaget. Undervejs møder han en række venner og bekendte, og mere og mere afsløres af hans liv.

## Handling
Ned Merrill (Burt Lancaster) har været borte fra sit nabolag hen over sommeren, da han uventet ankommer til et velhavende vennepars have, kun iført badebukser, hvor han tager en svømmetur i deres pool. Vennerne tager godt imod ham, og da han ser ned over dalen, opdager han en swimmingpool, han ikke har set før. Han får den ide at drage hjem til sit eget hus ved at svømme i alle pools undervejs.
På vejen møder han mennesker, han ikke har set i længere tid, og han bliver konfronteret med hændelser fra fortiden, der antyder, at han måske ikke er så succesrig, som mødet med de velhavende venner kunne give indtryk af. Blandt andet møder han Julie Ann (Janet Landgard), der har været barnepige for Neds to døtre for nogle år siden. Hans begejstrede omtale af sit mål smitter Julie Ann, der drager med ham, og undervejs afslører hun en forelskelse i Ned fra den tid, hvor hun var barnepige. På et tidspunkt søger Ned at nærme sig Julie Ann på en måde, hun ikke synes om, og hun ender med at flygte fra ham.
Ned møder også nogle mennesker, der taler om, at han har mistet en masse penge, og senere møder han Shirley (Janice Rule), som han engang har haft en affære med. Shirley er i begyndelsen afvisende over for Ned, men han er efterhånden mere og mere forkommen, hvilket vækker nogle glemte følelser i Shirley. Han søger at gøre kur til hende igen, men til slut afviser hun ham. 
Den sidste fornedrelse oplever Ned, da han må gennem et offentligt svømmeanlæg, hvor han dels ikke har råd til at komme ind (hvilket klares, da en bekendt låner ham pengene), og dels tvinges af bademesteren til at vaske sig inden nedstigningen – med grundig kontrol af resultatet. Svømmeturen i bassinet er et mareridt, da det er stærkt overfyldt. Han når dog til enden af bassinet, hvor han med besvær kommer op, blot for at blive konfronteret med fjendtlige kreditorer fra fortiden. 
Han flygter op ad en klippeside og ender ved en havelåge, der er låst. Han bryder den op og kommer ind til det, der engang var hans hus. Han oplever en stærkt forsømt have, og da han banker på, svares der ikke. Kameraet bevæger sig gennem en knust rude ind i stuen, der er helt tømt, og til slut bryder Ned sammen på dørtrinnet.

## Produktion
Filmen blev indspillet stort set udelukkende på lokaliteter i Connecticut i sommeren 1966. På grund af uenigheder om filmens kunstneriske udformning fik Frank Perry ikke mulighed for at færdiggøre filmen, hvilket Sydney Pollack kom til at gøre. Dette forsinkede udsendelsen af filmen, der derfor først kom i foråret 1968.

## Medvirkende
- Burt Lancaster – Ned Merrill
- Janet Landgard – Julie Ann
- Janice Rule – Shirley Abbott